# BSB Fashion
BSB Fashion este o companie de retail de îmbrăcăminte din Grecia.

## BSB Fashion în România
Compania este prezentă și în România, din noiembrie 2004 și deține în prezent (noiembrie 2008) 13 magazine în orașe ca București, Constanța, Iași, Galați, Timișoara, Ploiești sau Cluj.
Cifra de afaceri în 2007: 6,5 milioane euro